# Ryan Hansen
Ryan Albert Hansen (ur. 5 lipca 1981 w San Diego w stanie Kalifornia) – amerykański aktor filmowy i telewizyjny. Wystąpił w sztuce Alice, granej przez Christian Community Theater, w podwójnej roli Trevona McKnighta i Nighta White’a.
Znany głównie z roli Dicka Casablancasa w serialu Weronika Mars (Veronica Mars). Wystąpił również w takich przebojach telewizyjnych, jak Las Vegas, Świat Raven (That’s So Raven), Ally McBeal czy Uziemieni (Grounded for Life). W 2008 roku dostał rolę w horrorze Piątek, trzynastego (Friday the 13th), będącym remakiem filmu z 1980 roku pod tym samym tytułem.

## Życie prywatne
W 2004 ożenił się z Amy Russell. Para była przez dwa lata współlokatorami Kristen Bell. Hansen i Russell mają trzy córki: Crosby Jane, Millie Magnolia i Everett Eloise.

## Wybrana filmografia
- Weronika Mars (2014) jako Dick Casablancas
- Piątek, trzynastego (Friday the 13th, 2009) jako Nolan
- Superhero (Superhero Movie, 2008) jako Lance Landers
- Na ostrzu: Droga po złoto (The Cutting Edge: Going for the Gold, 2006) jako Scottie
- Świat Raven (That’s So Raven, 2005–2006) jako J.J.
- Weronika Mars (Veronica Mars, 2004–2007) jako Dick Casablancas
- Las Vegas (2004) jako Brad
- Like Family (2004) jako Dell
- Power Rangers Wild Force (2002) jako pilot #3
- The Geena Davis Show (2001) jako Larry